# Miguel Doura
Miguel Doura nació en 1962 en la provincia de Buenos Aires (Argentina) donde estudió 
en la Escuela Nacional de Bellas Artes Prilidiano Pueyrredón.
Durante años trabajó como fotógrafo artístico. 
Utiliza mayoritariamente el pastel al óleo como medio de expresión, aunque también se destacan sus trabajos en grafito o sus hiperrealismos en óleo.
Es dueño de su propia galería de arte en la cual muestra sus propias obras, llamada “Nautilus” a 4300 msnm en el campamento base  “Plaza de Mulas” del  Mt. Aconcagua.
Esto le ha válido  el reconocimiento del “Guinness World Records” como la “La Galería de Arte Contemporánea más alta del Mundo”.
Fue reconocido de Interés Municipal en Las Heras, provincia de Mendoza (Argentina).
Sus obras se encuentran en distintas colecciones privadas. y en el National Geographic Channel.